# جمهوری خلق موزامبیک
جمهوری خلق موزامبیک (به پرتغالی: República Popular de Moçambique) یک دولت کمونیست که حیات آن از تاریخ ۱۵ ژوئن ۱۹۷۵ تا ۱ دسامبر ۱۹۹۰ به طول انجامید و امروزه به جمهوری دموکراتیک موزامبیک تبدیل شده‌است.
کشور موزامبیک تا سال ۱۹۷۵ یکی از مستعمرات کشور پرتغال بود گرچه هسته‌های مبارزات مردمی از اواخر دهه چهل میلادی شکل گرفته بود اما برخورد خشن استعمار گران پرتغالی و سکوت جوامع دمکراتیک غربی خصوصاً ایالات متحده آمریکا که از گسترش کمونیسم در هراس بود باعث شد سال‌ها سرکوب و خفقان و صدها مورد نقض حقوق بشر توسط استعمار گران پرتغالی علیه مردم موزامبیک انجام پذیرد به گونه ای که حد فاصل سال‌های ۱۹۴۵ تا سال ۱۹۷۵ بیش از دو میلیون نفر از مردم موزامبیک به اتهاماتی هم چون ارتباط با کمونیسم، ارتباط با شوروی و اقدام علیه دولت قانونی (دولت استعمار گران) کشته شدند و در سال ۱۹۷۵ حدود ده هزار زندانی سیاسی در زندان‌های استعمار گران پرتغالی در موزامبیک زندانی بودند.
سرانجام در سال ۱۹۷۵ مبارزات مردمی به پیروزی رسید و حزب سوسیالیست انقلابی موزامبیک که سال‌ها تحت حمایت اتحاد جماهیر شوروی سوسیالیستی و کوبا علیه پرتغال مبارزه می‌کرد موفق شد استقلال موزامبیک را به دست آورد گرچه حدود بیست سال بعد حکومت کمونیستی در موزامبیک لغو شد اما هنوز هم این حزب یکی از قدرتمند ترین احزاب موزامبیک است.